# Ванчо Николески
Ванчо Николески (на македонска литературна норма: Ванчо Николески) е детски писател от Социалистическа Република Македония.

## Биография
Роден е на 10 юни 1912 година в охридското село Цървена вода, тогава в Османската империя. Основно училище завършва в родното си село, гимназия в Охрид, а педагогическо училище в Скопие. След завършването на педагогическото училище работи като учител в Белчища, Косел и други.
След установяването на комунистическата власт в 1944 година работи в Детска радост като редактор на вестниците „Титов пионер“ и „Пионерски Весник“ и в детските емисии на Радио Скопие и Радио Битоля. Член е на Дружеството на писателите на Македония от 1950 година. По-голямата част от кариерата си прекарва като просветен работник в Битоля, а последните си години прекарва в Охрид.
Носител е на много книжовни награди, между които „Климент Охридски“, „Младо поколение“, „11 октомври“.
Умира в Охрид на 15 април 1980 година.
В негова чест Дружеството на писателите на Македония връчва наградата „Ванчо Николески“ за книга за деца и млади.